# Wim Hazeu (schrijver)
Willem (Wim) Hazeu (Delft, 28 april 1940 – Baarn, 2 juli 2024) was een Nederlandse biograaf. Naast biografieën van Marten Toonder, Gerrit Achterberg, J. Slauerhoff, M.C. Escher, Simon Vestdijk en Lucebert, publiceerde hij ook enige dichtbundels, romans en essays. Voorts bezorgde hij de briefwisseling tussen Vestdijk en Henriëtte van Eyk onder de titel Wij zijn van elkaar (2007).

## Biografie
Wim Hazeu is geboren en getogen in Delft. Zijn ouders waren boekhouder Jan Theodorus Hazeu en Anna Maria Vons. Hij volgde zijn  middelbareschoolopleiding aan het Christelijk Lyceum Delft en studeerde Nederlands aan de School voor Taal- en Letterkunde te Den Haag. Tijdens zijn studie richtte hij in 1959 het literaire tijdschrift Kentering op en bleef redacteur van dat blad tot de opheffing in 1977. Ook was hij onder meer letterkundig medewerker van de Delftsche Courant en de Haagsche Courant. Van 1965 tot 1971 was hij werkzaam bij de NCRV in de functie van chef literaire radioprogramma’s, hoorspel- en jeugdprogramma’s. In april 1966 startte hij de rubriek Literama, een veertiendaagse radiokrant over boeken en schrijvers. Drie jaar later zette hij het late-avond-kunstprogramma Voorrang op met als vaste medewerkers onder anderen Hans Andreus, Hugo Brandt Corstius en J.W. Holsbergen. Hazeu maakte ook radiodocumentaires over Oost-Europa (Tsjecho-Slowakije, Hongarije en Roemenië). In 1972 stapte hij over naar de televisie en werd hoofd van de afdeling drama, kunst en jeugdprogramma's.
Onder supervisie van Hazeu kwamen veelbekeken tv-feuilletons naar bekende boeken tot stand zoals Bartje, De koperen tuin, Sil de strandjutter, Wierook en tranen en Klaaglied om Agnes. Naast seriespelen produceerde hij maandelijks een zogenaamd single drama (onder andere Titaantjes van Nescio, Het duistere bloed van Johan Fabricius en Bonhoeffer van Gerrit Pleiter). Hij maakte dichtersportretten voor de televisie van onder anderen Maurits Mok, H.H. ter Balkt, Hans Andreus, Jozef Eykmans, Gabriël Smit, Theun de Vries en Jos Vandeloo. Wim Hazeu presenteerde tevens de boekenrubriek Open boek (1976), waarin bekende auteurs als Maarten ’t Hart en Hannes Meinkema hun televisiedebuut maakten. In het literaire tijdschrift De Gids schreef hij een televisierubriek. Hij produceerde televisieportretten van Johan Barthold Jongkind en Arthur Rubinstein, maar toen er bij de NCRV te weinig zendtijd kwam voor kunstprogramma’s stapte hij over naar het boekenvak en werd uitgever bij Elsevier. Na drie jaar trad hij als uitgever en directeur in dienst bij de Bosch & Keuning groep (Ambo, Fontein). In Nederland richtte hij de literaire uitgeverij De Prom op en in België de uitgeverijen Hadewych en Houtekiet voor Vlaamse literatuur.
Het contact met de televisie heeft hij nooit verloren. Hij maakte als freelancer documentaires over beeldende kunstenaars en schrijvers als Paul Citroen (AVRO 1981), Otto Dicke (AVRO 1983), Carel Willink (AVRO 1983), A.C. Baantjer (AVRO 1984), Cees Bantzinger (AVRO 1984), Anton Pieck (AVRO 1985), Jan de Hartog (NOS 1988), Bertus Aafjes (KRO 1989), Hugo Claus (NOS 1992), W.F. Hermans (NOS 1993), Dick Bruna (NOS 1996), J. Slauerhoff (NOS 1997), M.C. Escher (NOS 1998), en anderen.
Hazeu debuteerde als dichter in 1963 met de poëziebundel Achterebbe, in 1966 gevolgd door Dankdag voor het gewas. Hazeu's poëzie is geëngageerd en ontleent veel van de thematiek aan de natuur. In Blikschade (1975) spelen ook autobiografische feiten een rol. Engagement en autobiografie zijn ook kenmerkend voor Hazeu's romans: De helm van aarde (1970) over de Praagse Lente, Duitse honden bijten (1972) over het Duitsland van na de Tweede Wereldoorlog en Een duif boven Parijs (1978) over Bretons nationalisme en de Nederlandse houding tijdens de Eerste Wereldoorlog. Het meest autobiografisch lijkt de roman Bandijk (1985) over het feminisme en het stukgelopen huwelijk van een televisiemaker.

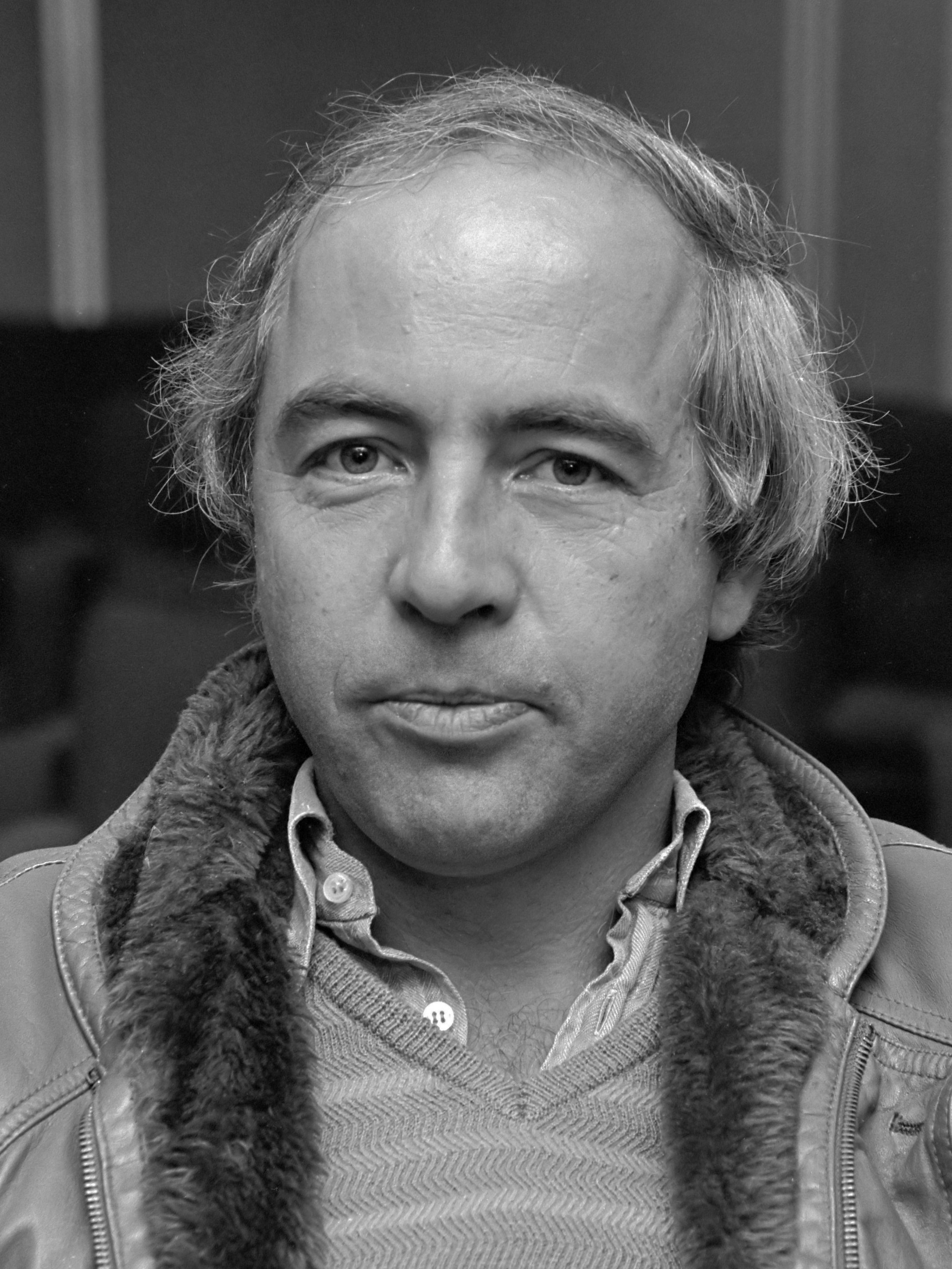
Wim Hazeu (1981)

Hazeu ontwikkelde zich meer en meer tot een biograaf van schrijvers. Al in 1965 publiceerde hij de bloemlezing Dichter bij Achterberg. In 1985 verscheen A. Marja, dichter en practical joker (1917-1964) en in 1988 in de reeks Open Domein van uitgeverij De Arbeiderspers Gerrit Achterberg. Een biografie (vierde uitgebreide druk 2001). In dezelfde reeks verscheen Slauerhoff. Een biografie (1995). Dit boek werd bekroond met de Biografieprijs van de Stichting Dordtse Academie (1995). In 1998 verscheen M.C. Escher. Een biografie bij Uitgeverij J.M. Meulenhoff te Amsterdam. Van de weduwe van Simon Vestdijk kreeg Hazeu toegang tot vrijwel alle Vestdijkdocumenten. Hij beëindigde zijn uitgeversloopbaan in 2001 om zijn biografie van Vestdijk te voltooien. In 2005 promoveerde hij op dit boek aan de Rijksuniversiteit Groningen tot doctor in de letteren. In oktober 2012 verscheen Hazeu's biografie van Marten Toonder. In februari 2018 verscheen de biografie van dichter en schilder Lucebert. Een maand voor zijn dood verscheen zijn laatste publicatie: een biografisch verhaal over kunstenares Frieda Hunziker.

## Privé
Wim Hazeu was getrouwd met auteur Thera Coppens en woonde in Baarn. Hazeu overleed op 84-jarige leeftijd, hij had ALS. Hazeu werd begraven de op Nieuwe algemene begraafplaats in Baarn.

## Andere activiteiten
- Gemeenteraadslid in Baarn voor de Baarnse Onafhankelijke Partij (BOP)
- Adviseur Stichting ’t Oude Kinderboek, Zutphen
- Medewerker tijdschrift Vestdijkkroniek (verschijnt twee keer per jaar)
- Lid Vestdijkkring, E. du Perron Genootschap, Nederlands PEN-centrum
- Lid Maatschappij der Nederlandse Letterkunde
- Lid Probus, Baarn
- Lid Heerensociëteit De Vereeniging, Baarn
- Adviseur Comité Salve Soestdijk (over toekomst Paleis Soestdijk)
- Bestuurslid Stichting De Parelduiker
- Columnist van het tweemaandelijkse tijdschrift Boekenpost
- Redacteur inleidingen van de reeks Verzamelde Bommelverhalen (de blauwe serie) van De Bezige Bij (zie ook Bommelsaga).